# 保証期間
保証期間（ほしょうきかん）とは、顧客が購入した商品の機能について、事業者が保証を行う期間。保証内容は保証書などに規定される。一般には、自然故障を無償で修理する期間を指す。
メーカーが独自に品質を保証する規定についてはメーカー保証を参照のこと。

## 概要
この期間は、製品の動作を消費者に保証し、販売後の一定期間の動作保証をつけることで消費者に製品の優位性をアピールするために設けられている。この場合の「動作保証」は、設計時に予め定められたスペックを満たすことであり、その外観（美観）や設計時に想定された範囲以上の性能は含まれない。
なお消費者基本法など消費者を保護するための法（同法第5条「事業者の責務等」）にその理念を求めることはできるが、特にそのような期間を設けることは義務ではなく、製造側の任意に任されているため、工業製品全般に一律に定められている訳ではない。
製造メーカーや事業者によっても対応はまちまちで、同等製品でも定められている期間にばらつきも見られ、例えばラジオでも電器店での商品には付いているが、コンビニエンスストアで売られている商品には付いていなかったりと、廉価版など安価な製品に在っては付いていなかったり短かったりする場合もある。

## 期間
保証期間の始期・終期については、「製品購入日より○年間」という規定が一般的である。購入日を明確にするため、販売店の名称・購入日・印などの記載欄が保証書に用意されているが、量販店（→家電量販店など）では全体をひとつにまとめたゴム印を押したり、専用のシールを渡して購入者自らに保証書に貼らせる方法を採る場合がある。パソコンなどの直販メーカの場合、メーカ側で出荷日や機種、製造番号、販売先が記録されていることから、保証書はない場合がある。
なお小売販売店より消費者が購入した瞬間が保証期間の始点となるが、購入直後に消費者が製品を使おうとして、正しい使用法にもかかわらず全く動かなかった場合に大抵は不良品とみなされ、販売店では同店で購入したことを証明できるレシートを添付すれば商品の交換に応じる傾向が見られるが、これは販売店でも対応がまちまちで、販売以降は全てメーカーの保証期間修理に対応を求めるところや、1週間から1ヶ月程度なら応じるところなど様々である。
保証期間の長さは事業者や製品によって異なるが、たとえば家電では1-2年、ベッドなどの家具では3-5年、住宅では10年など、故障しやすいもの、買い替え周期の短いものほど保証期間も短くなる傾向がある。
その一方、企業側の経営理念や自社製品の設計・製造技術に対する自信によっては「無期限保証」や「ライフタイム保証」(lifetime warranty、廃番品になるまでの間保証)といった非常に長期の期間を設定しているものも見られる。ジッポーやビクトリノックスのナイフなど頑強なことを製品の謳い文句にしているアウトドア向けなどの製品が有名であるが、高級腕時計の中にもそのような長期保証を謳う製品がある。
コンピュータソフトウェアにおいては、購入日とは無関係に、発売日から一定期間とする場合が一般的である。

### 製品の性質と保証期間
製品の部分によって保証する期間が異なる場合がある。たとえば、液晶ディスプレイの保証期間が3年となっていても、パネルおよびバックライトについては1年とただし書きがされていることがある。また、製品付属の電池など、消耗品については保証に含まれないのが普通である。
保証期間は製品の耐用年数とは異なる。保証期間を過ぎたからといって、急にその製品の使用に問題が発生するというわけではない。ある程度の劣化は避け得ないものの、大抵の製品は保証期間終了後も概ね機能を維持し続ける。

### 延長保証
家電量販店や自動車などでは、顧客獲得のためのサービスの一環として延長保証制度を設定している場合がある。
これは、事業者の設定した保証期間を過ぎた製品について、一定の期間中の有償修理の費用を販売店が代わりに負担する制度である。この制度を利用するための手続きや手数料、延長保証期間の長さ、販売店の負担割合（全額とは限らない）、利用できる回数などは、それぞれの店によって異なる。またメーカー自身が「ユーザーサポート」の一環として修理保証を有償会員制サービスに含んで行うケースも見られる。
これらは一種の保険のようなもので、消費者は任意にこれら保証延長を選択することができる。中には消費者の不注意による破損にも対応したサービス形態も見られ、比較的ラフな環境で使わざるを得ない消費者や、あるいは僅かな期間でも機械の破損が業務などに影響し易い企業ユーザーなど、様々な理由によって選択されている。

### 保証終了後と製品修理
また保証期間終了後の修理は有償ではあるものの、修理というサービス自体を受けることは可能である。日本では家電製品において修理に出すと余りに高く付く傾向があるためメーカー修理に出しにくい傾向があるが、機械類では通例として製品製造終了後5年～10年程度は補修用部品の取り置き（メーカーや製品によってまちまち）があるため、修理を受け付ける。また、瑕疵担保責任により、製品によっては保証期間を超えても修理費用の一部をの補填をしてくれるものもある。
また電子機器ではなく精密機器の場合では、メーカーによっては自社の威信をかけて部品の再製造を行うケースも見られる。高級万年筆に至っては、100年前の製品に対しての修理を受け付けたなどという逸話も聞かれる。

## 保証の内容
保証内容は一般に、「通常の方法で使用した製品が保証期間内に故障した場合に、製品を無償で修理または交換する」ものである。何をもって通常の方法と呼ぶかは保証書に規定される（後述）。
製品に製造上の欠陥があった場合は、保証期間が過ぎても無償で修理に応じたり、状況によっては自主的に製品を回収することがある（リコール）。ただしこれは、保証書で規定された保証には含まれない。リコールの場合は、製品の不具合によって使用すると消費者に危害が及ぶ場合に行われるものであり、これは消費者保護の法律に基づく事業者や企業側の責任であり、日本では消費生活用製品安全法などや自動車の場合では道路運送車両法によって定められている（→リコール (一般製品)・リコール (自動車)）。
無償修理（交換）の回数は無制限の場合が多いが、製品やメーカーによっては回数制限があることもある。
このほか機能に影響しない外観の傷・汚れなどは保証対象外となる場合がほとんどで、これが製造や輸送上の問題からついた傷・汚れでも同様の場合もある。

### 通常の使用
上に述べた「通常の使用方法」に関しては、使用者に過失がある以下のようなケースが除外される。
- 故障の原因となる扱い
  - 取扱説明書に記載されていない改造ないし独自のカスタマイズ
  - 高所よりの落下
  - 異物の挿入
  - 浸水（「洗濯した」など）
  - 想定外の操作（押しボタンを金槌で叩くなど）
- 家庭用製品を業務で使用する（許容量以上の酷使）
- 劣悪な条件下（高温・多湿・粉塵など）

これらは通常の方法とは言えないため、保証期間中であっても修理は有償となる。
ただこの判断は難しいこともあり、稀にクレームに発展する問題を含む。なお携帯電話などでは浸水・結露のトラブルに関して、携帯電話内に浸水すると変質するシールを添付、このシールの状態で製品の問題か、消費者の扱いによる問題かを判別している。